# Arthur Wint
Arthur Wint   (Parròquia de Manchester, 25 de maig de 1920 - Linstead, 19 d'octubre de 1992) fou un atleta jamaicà, especialista en curses de mig fons i guanyador de quatre medalles olímpiques, sent el primer jamaicà en guanyar una medalla d'or.
Conegut com a Gentle Giant, va destacar des de ben petit en l'atletisme. El 1937 va ser l'atleta infantil de l'any de Jamaica i el 1938 va guanyar les seves primeres medalles internacionals en els Jocs Centreamericans i del Carib de Panamà. Durant la Segona Guerra Mundial va lluitar a la Royal Air Force i el 1947 va començar a estudiar medicina al St Bartholomew's Hospital.
Especialista en carres de mig fons com els 400 i 800 metres va participar, als 28 anys, els Jocs Olímpics d'Estiu de 1948 celebrats a Londres (Regne Unit), on va aconseguir guanyar la medalla d'or en la prova dels 400 metres a l'imposar-se al seu compatriota Herb McKenley i la medalla de plata en els 800 metres en quedar per darrere del nord-americà Mal Whitfield. En aquests mateixos Jocs participà en els relleus 4x400 metres on una lesió de Wint a la final els privà d'aconseguir una nova medalla.
En els Jocs Olímpics d'Estiu de 1952 realitzts a Hèlsinki (Finlàndia) va aconseguir guanyar la medalla d'or en els relleus 4x400 metres, on l'equip jamaicà establí un nou rècord del món amb un temps de 3:03.9 segons, i revalidar la seva medalla de plata en els 800 metres, novament per darrere de Whitfield. En els 400 metres aconseguí finalitzar cinquè, guanyant així un diploma olímpic.
Al llarg de la seva carrera aconseguí guanyar quatre medalles d'or i una de bronze en els Jocs Centreamericans i del Carib.
Es va retirar el 1953 i posteriorment es va graduar com a metge. El 1954 va ser nomenat membre de l'Orde de l'Imperi Britànic per la reina Elisabet II en els honors d'Any Nou de 1954. El 1955 va tornar a Jamaica per exercir la medicina a Hannover.
El 1973 se li va concedir l'Orde de la Distinció a Jamaica. Va exercir com a Alt Comissionat de Jamaica al Regne Unit, i entre 1974 i 1978 fou nomenat ambaixador a Suècia i Dinamarca. Va ser inclòs al Black Athlete's Hall of Fame als EUA (1977), al Jamaica Sports Hall of Fame (1989) i al Centre American & Caribbean Athletic Confederation Hall of Fame (2003).
El 2012 se li va oferir un homenatge pòstum a Londres, amb la descoberta d'una placa commemorativa a la casa on va viure mentre estudiava medicina i la presentació d'una biografia per part de la seva filla titulat The Longer Run.